# Malá vodní elektrárna Beroun
Malá vodní elektrárna Beroun se nachází v říčním kilometru 35,564 na levém břehu řeky Berounky v berounské čtvrti Závodí v okrese Beroun. 

## Popis
Malá vodní elektrárna (MVE) byla zprovozněna v roce 2010 v říčním kilometru 35,564 na levé straně Velkého jezu. Autorem projektu byl Ing. arch. Daniel Barták z ateliéru Deco Ateliér. Projektantem MVE, jezu a rybího přechodu byly společnosti Hydroka s.r.o. a Mürabell s.r.o. Hudlice. Výstavbu provedly firmy Metrostav a Zakládání staveb.
Výstavba MVE byla spolufinancována Evropským fondem pro regionální rozvoj (76,5 %) a Ministerstvem průmyslu a obchodu České republiky. Investorem a vlastníkem je společnost RenoEnergie. V roce 2011 získala ocenění Stavba roku v soutěži Cena Státního fondu životního prostředí České republiky Stavba roku 2011, dále titul Vodohospodářská stavba roku 2011.

### Strojovna
MVE je průtočná jezová elektrárna s instalovaným výkonem 720 kW, která pracuje v automatickém bezobslužném režimu. Ve strojovně MVE jsou instalovány čtyři přímoproudé semikaplanovy turbíny HH SSK 1300 vyrobené a instalované českou firmou Hydrohrom, s.r.o. Každá turbína pohání asynchronní generátor o jmenovitém výkonu 180 kW.
Strojovna je postavena na půdorysu obdélníku (13,6 × 15,0 m) z vodostavebního železobetonu tak, aby stavba byla vodotěsná proti stoleté vodě (Q100) tj. v úrovni 221,0 m n. m. Průtok vody je řízen hladinovou regulací na konstantní vodní hladinu. Hladinová regulace zabezpečuje přednostně průtok vody rybím přechodem a přeliv přes klapku jezu.

### Jez
Betonový pevný jez z roku 1906 byl v období 2010–2010 rekonstruován a přestavěn na částečně pohyblivý jez se třemi klapkovými přelivnými poli. Šířka pole je 27,4 m, hradicí výška jezu 1,4–1,5 m, celková výška 3,4 m. Jez zajišťuje spád 3,25 m (3,5 m). Výška kladiny nad jezem se udává na kótě 218 m n. m., výška hladiny pod jezem 214,90–215,5 m n. m.

### Rybí přechod
Rybí přechod (RP) typu bypass (obchvat) je situován na pravé straně řeky okolo objektu MVE. RP je dlouhý 128 m, u dna široký 3 m s průtokem vody 1m³/s. Výstavba RP byla spolufinancována Evropským fondem pro regionální rozvoj (76,5 %) a Ministerstvem průmyslu a obchodu České republiky (13,5 %) a zbytek uhradila firma RenoEnergie.